# 李萼堂
李萼堂（1904年—1972年），中國河北滄州人，為武術家李書文的過繼子，精通八極拳與六合大槍。

## 生平
李萼堂生於滄州東南的鹽山縣，其父為李書文家族成員，因為李書文無子，所以將他過繼給李書文。
李書文曾被東北軍許蘭州聘請擔任總教習，李萼堂在8歲時，開始跟隨李書文習武，與許蘭州的兒子許家福、許家祿及劉琪瑞等人一同練習。在19歲時，擊敗了東北軍的武術教練，獲聘為奉天騎兵旅教習。
1925年，李景林聘請李書文至其部隊，李萼堂也因此回到天津，苦練大槍。1926年，李書文轉往山東沈鴻烈處，李萼堂也隨之前往。1930年後，受聘於河北國術館、天津國術館、山東國術館，擔任教習。李萼堂在李書文的教導下，可以掌碎七塊磚塊，有鐵羅漢的外號。在山東國術館時，與萬籟聲成為好友。
1931年，與萬籟聲等人，應湖南省主席何鍵將軍邀請，由濟南至湖南長沙，萬籟聲任教湖南省國術館，李萼堂則擔任第四路軍(即湘軍系統)特種技術大隊主任教官。
1934年，加入國民革命軍63師，任特種技術大隊大隊長，參與三次長沙會戰。李萼堂負責暗殺工作，曾擊殺多名日軍。
1949年，中華人民共和國成立。李萼堂因曾參與國民革命軍，遭下放至邵東勞改，擔任農村苦力。
1957年，湖南召開全運會，邵陽體委主任力排眾議將李萼堂上調至邵陽，讓李萼堂在中醫院擔任中醫院骨傷科醫師，負責正骨、推拿，業餘時則參與體育武術活動。同年，李萼堂參與湖南省武術選拔賽，獲一等獎。至北京參與全國武術選拔賽，只獲得三等獎，但李萼堂對於裁判給獎標準則非常無法理解。
文化大革命期間，李萼堂遭受多次批鬥，之後逝世。

## 家庭
其子李志成。